# Xiphosomella tricarinata
Xiphosomella tricarinata là một loài tò vò trong họ Ichneumonidae.